# Molokai
Molokai, becenevén „A barátságos sziget” (angolul: The Friendly Isle) az Amerikai Egyesült Államokhoz tartozó Hawaii állam egyik szigete. Első lakói a Marquesas-szigetek felől érkező polinézek voltak, akik sokáig őrizték Molokai önállóságát, de a szigeteket erőszakkal egyesítő I. Kamehameha hawwaii király seregeivel ők sem bírtak. A sziget többségét a Molokai Ranch cég birtokolja, ezt a vállalatot V. Kamehameha alapította, hogy cukornádat és ananászt termeljen. Az ananásztermelés sikeres vállalkozásnak bizonyult, hiszen volt idő, amikor a világ ananásztermelésének jelentős részét biztosította Hawaii. A sziget déli partját pálmafák, halastavak és korallzátonyok szegélyezik. A nyugati részt egy kialudt vulkán, a Nyugati-Molokai uralja, és a Molokai Ranch cég fennhatósága alá tartozik. A hosszúkás szigeten a téli időszakban minden zöld, míg nyáron száraz és barna. Molokai legmagasabb pontja a Kamakou csúcs 1515 méteres magasságával.
Mintegy 1,5 millió évvel ezelőtt a sziget északi partja mentén összeomlott és az óceánba szakadt – cunamit is előidézve – a vulkáni felépítmény egy része: óriási mennyiségű kőzettörmelék mozgott a lejtő mentén nagy távolságra az óceán medencéjébe. Az óceánban nagy területen elterülő törmelékmező legnagyobb törmelékdarabjainak méretére jellemző, hogy seamountokat („tengeri hegyeket”) alkotnak a sziget északi partja közelében.

## Látnivalók

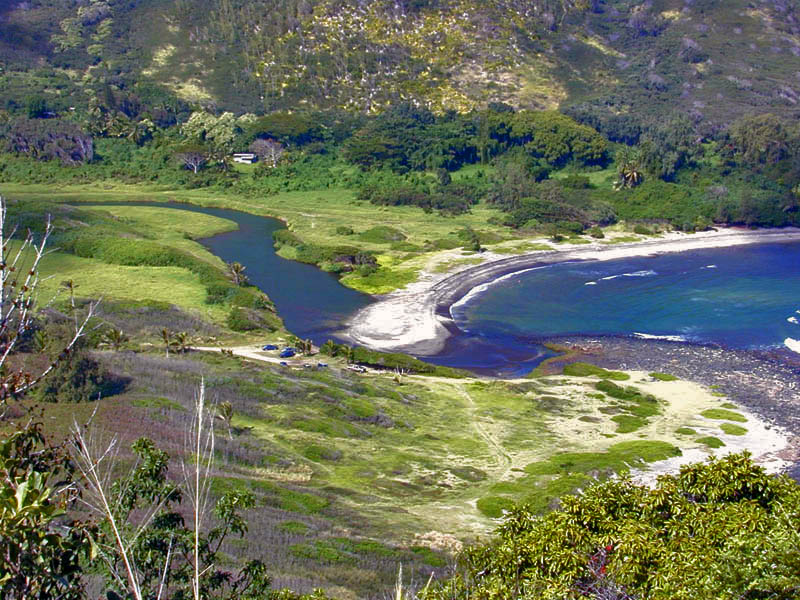
Halawa-völgy és öböl

- Halawa-völgy és a Halawa-öböl – a csodálatosan szép partszakasz és a völgy a Marquesas-szigetekről érkező telepesek lakhelye volt egészen az 1946-os és az 1957-es cunamiig.
- Kalaupapa-félsziget – az itt található 700-1000 méter magas sziklaszirtekről csodálatos kilátás tárul az ember szeme elé. A félszigetet a felszínre törő láva formálta, és elszigeteltsége miatt ideális hely volt, hogy lepratelepet létesítsenek 1866-ban, a helyi király parancsára. Minden szigetről ide hozták a leprásokat, akiket a legendás hírű Damien atya vezetésével ápoltak. A lepra valószínűleg a cukornádföldeken dolgozó kínai munkásokkal érkezett Hawaiira, ezért helyi neve Mai Pake (kínai betegség).